# Chortí
Chortí (zwani też Chʼortiʼ) – jedna z rdzennych grup Majów, która zamieszkuje głównie gminy południowo-wschodniej Gwatemali, oraz przygraniczny obszar Hondurasu. Ich populację szacuje się na 53,8 tys. osób. Posługują się własnym językiem ch'orti'.

## Charakterystyka
Chorti są językowo spokrewnieni z Chol i Chontal z Chiapas, Oaxaca i Tabasco w południowo-wschodnim Meksyku. Jednak pod względem kulturowym bliżej Chorti do ich sąsiadów na zachodzie – Pocomam. Żyją na nierównym terenie, od nizin po góry. Na nizinach klimat jest ciepły i mokry, na wyżynach chłodny lub zimny.
Chortí to przede wszystkim rolnicy i drobni kupcy. Poszczególne wioski Chortí specjalizują się w produktach roślinnych lub rzemieślniczych. Do głównych upraw należą: kukurydza, owoce i warzywa, trzcina cukrowa, kawa i tytoń, oraz fasola. Tortille i fasola to podstawowe produkty żywnościowe. Tkactwo i garncarstwo są praktykowane na poziomie gospodarstwa domowego, a także na poziomie przemysłowym wsi.

## Historia
Są potomkami królestwa Payaquí i Copan, w Gwatemali i Hondurasie. Podobnie jak większość społeczności Majów, Chortí ucierpieli z powodu kradzieży ich ziem, represji politycznych i strat kulturowych. Przodkowie Chortí zamieszkiwali znaczną część terytorium we wschodniej Gwatemali (głównie gminy: Camotán, Jocotán, San Juan Ermita, Olopa, Quezaltepeque i w Chiquimula y La Unión, w departamencie Zacapa), a także pobliskie obszary sąsiednich krajów Salwadoru i Hondurasu.     